# Corinna Ponto

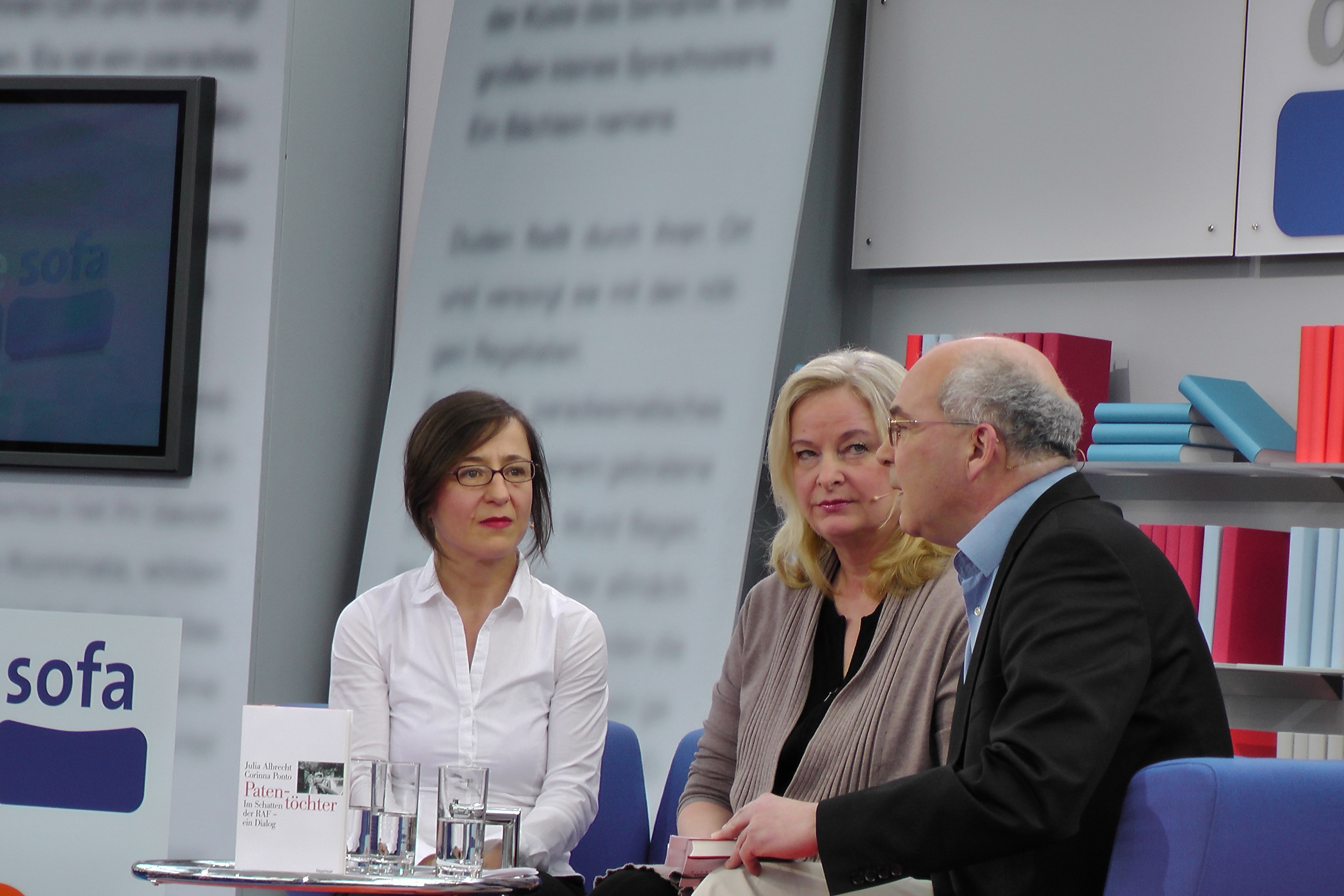
Julia Albrecht (links) und Corinna Ponto (Mitte) im Gespräch mit Christhard Läpple

Corinna Ponto, verwitwete Corinna Schultz (* 1957), ist eine deutsche Opernsängerin und Autorin. Sie ist die Tochter des von der RAF ermordeten Bankiers Jürgen Ponto und veröffentlichte  2011 zusammen mit Julia Albrecht, einer Schwester der ehemaligen RAF-Terroristin Susanne Albrecht, ein Buch zur gemeinsamen Vergangenheit ihrer Familien.

## Leben
Im Jahr der Ermordung ihres Vaters war Corinna Ponto 20 Jahre alt. Sie studierte Schauspiel und Operngesang in New York, Köln und Frankfurt und sang seit 1990 als Jugendlich-dramatischer Sopran an verschiedenen Opernhäusern, darunter den Musiktheatern in Dessau, Schwerin und Erfurt.
Im Jahr 2007 nahm Julia Albrecht, eine Schwester des RAF-Mitglieds Susanne Albrecht, Kontakt mit ihr auf. Es begann ein Briefwechsel, der das Schweigen zwischen den vor der Ermordung ihres Vaters gut befreundeten Familien beendete. Dieser Dialog erschien 2011 als Buch und wurde anschließend in den Medien aufgegriffen, zum Beispiel 2011 in der Sendung Beckmann im Gespräch mit Michael Buback und Jörg Schleyer – ebenfalls Kinder von RAF-Opfern – sowie dem  Regisseur Andres Veiel, der mit Wer wenn nicht wir einen Film über die Terrororganisation RAF gemacht hatte.
Jürgen Pontos Witwe Ignes Ponto war Gründerin und seit 1978 stellvertretende Vorsitzende des Kuratoriums der Jürgen Ponto-Stiftung zur Förderung junger Künstler. In diese Position folgte Corinna Ponto ihrer Mutter im Herbst 2011 nach.
Corinna Ponto war mit dem Intendanten und Musikdramaturgen Klaus Schultz (1947–2014) verheiratet. Aus der Ehe gingen die Söhne Yorck und David hervor.

## Publikationen
- Julia Albrecht und Corinna Ponto: Patentöchter: Im Schatten der RAF – ein Dialog. Kiepenheuer & Witsch, Köln 2011, ISBN 978-3-462-04277-1.
Als Taschenbuchausgabe mit zusätzlichen Nachworten der Autorinnen: Goldmann-Verlag, München 2012, ISBN 978-3-442-15713-6.